# Centrolene pipilatum
Centrolene pipilatum là một loài ếch thuộc họ Centrolenidae.
Đây là loài đặc hữu của Ecuador.
Môi trường sống tự nhiên của chúng là rừng mây ẩm nhiệt đới và cận nhiệt đới và sông ngòi.
Chúng hiện đang bị đe dọa vì mất môi trường sống.